# 위빈 (바둑 기사)
위빈(중국어: 俞斌, 병음: Yú Bīn, 1967년 4월 16일 ~ )은 중국의 바둑 기사이다. 저장성 톈타이 현(現 타이저우시)에서 출생. 7세 때 바둑에 입문했고 1982년 프로 데뷔했다. 1991년 9단으로 승단했다.

## 경력
- 7살 때 바둑 입문
- 1982년 3단으로 인정받으며 프로 데뷔
- 전국위기개인전 6회 준우승
- 1988년, 1990년 명인전 준우승
- 1991년 九단 승단, SBS배 세계바둑최강전 중국 대표로 출전
- 1992년, 1993년 1회 진로배 세계바둑최강전, 2회 진로배 세계바둑최강전 중국 대표로 출전
- 1996년 5회 진로배 세계바둑최강전 중국 대표로 출전
- 1997년 11회 CCTV배 준우승(대 녜웨이핑),  9회 TV 바둑 아시아 선수권대회 우승(대 왕리청 1:0)
- 2000년 4회 LG배 세계기왕전 우승(대 유창혁 3:1)
- 2001년 2회 농심 신라면배 세계바둑 최강전 중국 대표로 출전
- 2002년 아함동산배 우승, 3회 농심 신라면배 세계바둑 최강전 중국 대표로 출전
- 2003년 5회 농심 신라면배 세계바둑 최강전 중국 대표로 출전
- 2004년 9회 LG배 세계기왕전 준우승(대 장쉬 1:3), 16회 TV 바둑 아시아 선수권대회 우승(대 송태곤 1:0), CSK배 아시아바둑대항전 중국 대표로 출전
- 2005년 명인전 준우승
- 2009년 중국 국가대표 총감독 선출
- 2016년 제21회 삼성화재배 월드 바둑마스터스 16강(대 박정환)

## 국제 기전 성적
| 기전       | 1988 | 1989 | 1990 | 1991 | 1992 | 1993 | 1994 | 1995 | 1996 | 1997 | 1998 | 1999 | 2000 | 2001 | 2002 | 2003 | 2004   | 2005 | 2006 | 2007 |
| ---------- | ---- | ---- | ---- | ---- | ---- | ---- | ---- | ---- | ---- | ---- | ---- | ---- | ---- | ---- | ---- | ---- | ------ | ---- | ---- | ---- |
| 잉씨배     | ×    | -    | -    | -    | ×    | -    | -    | -    | 24강 | -    | -    | -    | 4강  | -    | -    | -    | 16강   | -    | -    | -    |
| 후지쯔배   | 16강 | ×    | ×    | ×    | 16강 | ×    | 16강 | 8강  | 16강 | 16강 | 8강  | 24강 | 16강 | 8강  | 16강 | ×    | ×      | 8강  | 24강 | ×    |
| 동양증권배 | ×    | 8강  | ×    | -    | ×    | 16강 | ×    | 16강 | -    | ×    | 4강  | 중지 | -    | -    | -    | -    | -      | -    | -    | -    |
| 삼성화재배 | -    | -    | -    | -    | -    | -    | -    | -    | 16강 | 16강 | 16강 | 32강 | 32강 | 32강 | 32강 | 32강 | ×      | ×    | 8강  | ×    |
| LG배       | -    | -    | -    | -    | -    | -    | -    | -    | ×    | 16강 | 4강  | 우승 | 16강 | 24강 | 16강 | 16강 | 준우승 | 32강 | 16강 | ×    |
| 춘란배     | -    | -    | -    | -    | -    | -    | -    | -    | -    | -    | 16강 | ×    | 8강  | -    | 16강 | -    | 16강   | -    | 24강 | -    |
| 도요타배   | -    | -    | -    | -    | -    | -    | -    | -    | -    | -    | -    | -    | -    | -    | 4강  | -    | 16강   | -    | ×    | -    |
| TV아시아   | -    | ×    | ×    | ×    | ×    | ×    | ×    | ×    | ×    | 우승 | 4강  | ×    | ×    | ×    | ×    | ×    | 우승   | 4강  | ×    | ×    |
| 농심배     | -    | -    | -    | -    | -    | -    | -    | -    | -    | -    | -    | ×    | 0:1  | 2:1  | ×    | 0:1  | ×      | ×    | ×    | ×    |